# Der Schneesturm (Puschkin)
Der Schneesturm (russisch Метель, 1831) ist eine der fünf Geschichten des verstorbenen Iwan Petrowitsch Belkin von Alexander Puschkin.

## Handlung

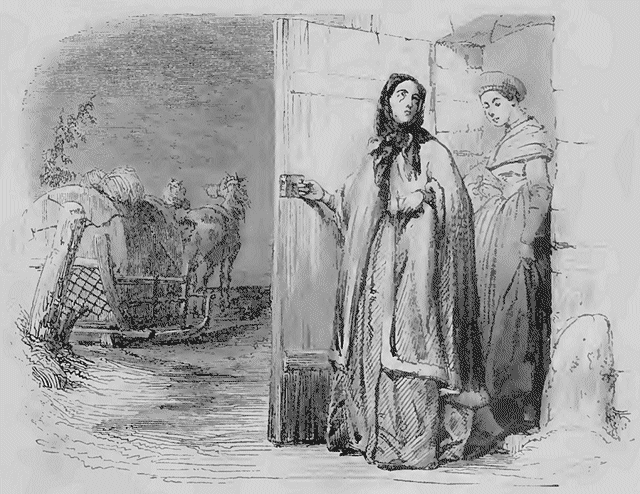
Illustration der französischen Übersetzung, ca. 1843

Die Handlung spielt in der politisch unruhigen Zeit ab dem Jahr 1811 (Napoleons Russlandfeldzug 1812) und erzählt von der jungen Marja Gawrilowna und ihrer Liebe zu Wladimir Nikolajewitsch. Weil ihre Eltern sich für sie eine bessere Zukunft als die Ehe mit einem armen einfachen Soldaten vorgestellt haben, verwehren sie ihr die Hochzeit.
Marja glaubt, wenn sie Wladimir im Geheimen heiratete und eine Zeit lang von zuhause fern bliebe, wären ihre Eltern so froh über ihre Rückkehr, dass sie ihr verzeihen würden. Die Liebenden verabreden sich in der Nacht in einem Dorf namens Schadrino, um sich dort in der Kirche heimlich zu vermählen. Aber Wladimir gerät auf der Hinreise mit seinem Schlitten in einen Schneesturm, sodass er nur über lange Umwege und mit großer Verspätung in Schadrino eintrifft. Dort erwarten ihn schlechte Neuigkeiten. Welche dies sind, erfährt man erst später.
Marja, zurück bei ihren Eltern, wird schwer krank, sodass diese beschließen, ihr die Heirat zu erlauben, da sie denken, dass ihre Tochter aus Liebeskummer erkrankt ist. Wladimir ist aber wieder in sein Regiment eingerückt und antwortet auf ihre Einladung, er werde nie wieder einen Fuß über ihre Schwelle setzen. Kurz darauf wird er in der Schlacht bei Borodino verwundet und stirbt.
Marja trauert lange um ihn und weist alle Verehrer ab. Doch vier Jahre später lernt sie Burmin kennen und entwickelt Gefühle für ihn. Auch er verliebt sich in sie, muss ihr aber gestehen, schon seit vier Jahren verheiratet zu sein. Er sei damals mitten in einem Schneesturm in dem Ort Schadrino gestrandet, wo man ihn in einer dunklen Kirche seltsamerweise dringend erwartet habe. Dort sei er, für den Bräutigam gehalten, in großer Eile mit einer ihm unbekannten Frau vermählt worden. Er habe sie recht hübsch gefunden und sich nicht gegen diese Vereinnahmung gewehrt – das sei ein unverzeihlicher Fehler gewesen. Als die Braut ihren Schleier gehoben habe, um den Bräutigam zu küssen, habe sie entsetzt festgestellt, dass sie den falschen geheiratet habe, und er sei schnellstens auf und davon. Es war also Marja, die ihn in der dunklen Kirche nicht genau gesehen und für Wladimir gehalten hatte, und die so seine Ehefrau geworden war.

## Rezeption
Die zeitgenössische Rezeption bemerkte vor allem die unwahrscheinlichen oder auch unrealistischen Momente der Handlung: „Wer läßt sich schon im Vorbeifahren verheiraten, ohne zu wissen, mit wem? Wieso konnte die Braut den Bräutigam unter dem Kranz nicht genau erkennen? Wieso haben ihn die Zeugen nicht erkannt? Wieso hat sich der Priester geirrt?“:66
Lew Tolstoj lobte Puschkins Schneesturm für die Einfachheit und Gedrängtheit des Erzählten.:24–25

## Adaptionen (Auswahl)

### Film
- 1964: Метель, Regie und Drehbuch: Vladimir Basov, Musik: Georgi Wassiljewitsch Swiridow
- 1972: Und der Regen verwischt jede Spur, Regie: Alfred Vohrer, Drehbuch: Manfred Purzer und Michel Gast
- 1976: Der Schneesturm, Regie: Hajo Gies, Drehbuch: Herbert Knopp

### Musik
- 1975: Der Schneesturm – „Musikalische Illustrationen“ nach Puschkins Novelle von Georgi Wassiljewitsch Swiridow

### Theater
- 1985: Der Schneesturm (Fernsehaufzeichnung Bayerischer Rundfunk) von Anton Maly, Regie: Olf Fischer, Drehbuch: Hans Obermayr, Musik: Raimund Rosenberger

### Tanz
- 2021: Der Schneesturm (Bayrisches Staatsballett), Choreographie: Andrey Kaydanovskiy, Musik: Lorenz Dangel